# Tanimbarschwert
Das Tanimbarschwert ist eine Waffe von den indonesischen Tanimbarinseln.

## Beschreibung
Die Tanimbarschwerter sind eine eigenständige Schwertform, von der es ausgesprochen viele Varianten gibt. Man kann diesen Schwertern keine Grundform zuordnen, da auf den Inseln keine metallverarbeitende Kultur angesiedelt war. Die Werkzeuge und Waffen, die benötigt wurden, wurden von reisenden Schmieden aus Indonesien angefertigt. Die Bewohner der Inseln sammelten das benötigte Material selbst und beauftragten die reisenden Schmiede mit der Fertigung. Das Ergebnis dieser Verfahrensweise ist, dass fast keine Klinge existiert, die einer anderen gleicht. Man kann bei den verschiedenen Waffen ähnliche Formen von verschiedenen Schwerttypen erkennen, die in ganz Indonesien benutzt werden.

## Klinge
Die Klingen unterscheiden sich folgendermaßen:
1. Die meisten Klingen von Tanimbar haben Ähnlichkeit mit den Klingen von Malaku und Sulawesi. Diese Klingen sind am Heft schmal und werden zum Ort breiter. Der Klingenrücken verläuft gerade und biegt in einer leichten Kurve zum Ort. Die Rücken dieser Klingen sind immer gerade, während die Schneiden leicht konvex verlaufen. Die Länge dieser Klingen beträgt zwischen 50 und 65 Zentimeter.
2. Weniger üblich sind die Klingen, die Ähnlichkeit mit den Klingen aus Serang haben. Diese Klingen sind schmaler und am Ort leicht gebogen. Die Schneide ist konvex gebogen und verbreitert sich zum Ort. Der Klingenrücken verläuft vom Heft aus erst gerade und ist dann etwa 12 Zentimeter lang konkav gebogen und läuft zum Ort. Der Ortbereich auf dem Klingenrücken bekommt dadurch ein halbmondförmiges Aussehen. Es wurden einheimische- als auch Importklingen sowie Machetenklingen aus Europa und China benutzt.

## Heft

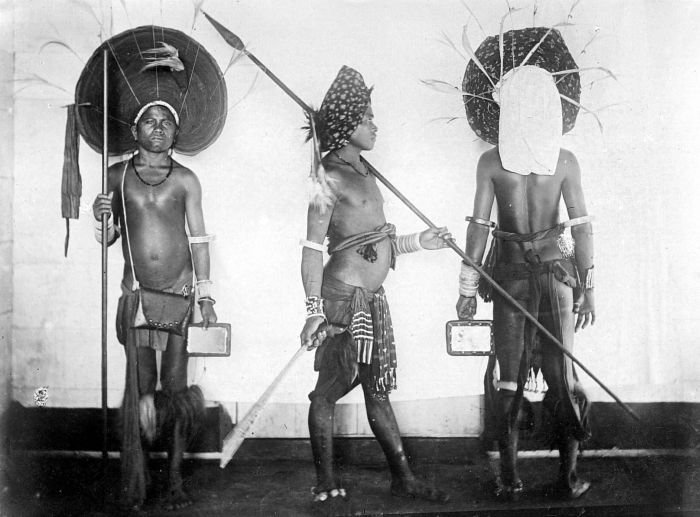
Tanimbarkrieger, der mittlere Krieger trägt ein Tanimbarschwert

Ebenso unterscheiden sich die Hefte in vielfältiger Weise. Sie sind in der Regel aus Holz oder Horn hergestellt. Es gibt folgende Versionen:
1. Das Heft ist gerade und biegt im Knaufbereich zur Schneide hin ab. Die Hefte sind oft in der Form eins Tiermauls geschnitzt. Bei dieser Version ist das Tiermaul geöffnet und v-förmig dargestellt. Der obere Kiefer des Mauls ist länger als der untere. Im Maul ist eine runde Zunge ausgearbeitet, die manchmal durchbohrt ist. Des Öfteren sind sie mit Strähnen oder Büscheln aus roten Baumwollfäden verziert. Der Tierkopf ist mit Schnitzereien verziert und oft mit einer eingelegten Perle dekoriert, die ein Auge symbolisiert.
2. Das Heft ist gerade und biegt im Knaufbereich zur Schneidenseite hin ab. Die Knaufenden werden hier als ein „geschlossenes Maul“ dargestellt und bilden eine Form die einem Pistolengriff ähnlich ist. Der Scheidenmundbereich ist mit linienförmigen Schnitzereien verziert. Bei manchen Versionen werden Einlegearbeiten aus Perlmutt eingearbeitet, die aus schmalen, dreieckigen Stücken bestehen. Der Knauf wird oft mit Schnüren oder Stücken von rotem Baumwollstoff verziert.

Manche, sehr alte und seltene Versionen haben ein Parier, das aus Haifisch- oder Rochenhaut hergestellt ist. An diesen Parieren sind Muscheln zur Dekoration angebracht sind.

## Scheide
Die Scheiden sind ebenso vielfältig wie die anderen Bestandteile der Schwerter. Diese kann man in drei Arten aufteilen:
1. Die Scheiden sind gerade und am Ortbereich abstrakt ausgeschnitzt.
2. Die Scheiden sind am Ortbereich verbreitert und an den Seitenflächen mit einer erhaben gearbeiteten breiten Linie verziert, die der Länge nach über die Scheiden verläuft.
3. Die Scheiden werden zum Ortbereich hin schmaler und biegen am Ende zur Klingenrückenseite hin um. Die Scheiden enden spitz oder abgerundet. Diese Scheiden sind oft für Schwerter gearbeitet die eine halbmondförmige Ortform haben. Am Scheidenmund sind Verzierungen geschnitzt die geometrisch-, kreisförmig- oder triangelförmig sind.

Obwohl es auf Tanimbar gute Holzschnitzer gab, sind die Scheiden nur selten kunstvoll geschnitzt.
Die Tanimbarschwerter werden von den Bewohnern der Tanimbarinseln benutzt.